# 朱遜燂
襄垣恭簡王朱遜燂（1410年—1462年），明朝代藩第一代襄垣王，代簡王朱桂庶第五子，明太祖之庶孫。
其分封蒲州，永樂二十二年（1424年）封為襄垣王，宣德四年（1429年）八月冊朔州衛千戶蕭宗女為襄垣王妃。擅長文筆，作《思親篇》。著有《孝行錄》《樂閑集》，由其子朱仕塔刊行。其繪有《廬墓圖》。其後人多善於文章。天順六年（1462年）去世，諡恭簡。

## 子孫
- 嫡長子：襄垣王→庶人朱仕㙺
- 庶三子：鎮國將軍→庶人→鎮國將軍朱仕堲，景泰四年（1453年）賜名[4]，成化八年（1472年）革爵[5]，成化十年（1474年）因與其兄朱仕㙺不合，累相訐奏，令遷居大同[6]，成化十二年（1476年）復爵[7]，但不得返回蒲州（故不得管襄垣王府事），弘治二年（1489年）已故[8]
  - 子：輔國將軍朱成鋚[8][9]
    - 嫡長子：奉國將軍朱聰洬，弘治二年（1489年）九月賜名[8]，弘治七年（1494年）賜誥命冠服[10]。妻丁氏，妾陸氏[11]
    - 第二子：奉國將軍朱聰沄，弘治五年（1492年）二月賜名[12]，弘治七年（1494年）賜誥命冠服[10]
    - 第三子：奉國將軍朱聰灂，弘治五年（1492年）二月賜名[12]，弘治七年（1494年）賜誥命冠服[10]
    - 第四子：朱聰濎，弘治七年（1494年）十二月賜名[13]

  - 第七子：輔國將軍朱成錤，成化十九年（1483年）十月賜名[14]，弘治七年（1494年）賜誥命冠服[10]，正德六年（1511年）已故。夫人姜氏[15]
  - 第八子：輔國將軍朱成鉜，成化十九年（1483年）十月賜名[14]，弘治七年（1494年）賜誥命冠服[10]
  - 第九子：輔國將軍朱成钀，弘治二年（1489年）九月賜名[8]，弘治七年（1494年）賜誥命冠服[10]。妾郭氏，孀居五十餘年，以奉國將軍生母封夫人[16]
    - 庶子：奉國將軍朱聰䈃[16]
    - 庶子：奉國將軍朱聰濂[16]
- 庶四子：鎮國將軍→庶人朱仕埭，景泰六年（1455年）四月賜名[17]，成化十一年（1475年）廢，弘治二年（1489年）已故[18]。夫人田氏[19]
  - 子：輔國將軍→庶人→輔國將軍朱成鑿，夫人劉氏[20]，成化二十年（1484年）因冒請弟妹受封革爵[21]，弘治十五年（1502年）復爵[22]
    - 嫡長子：朱聰浮，弘治十六年（1503年）賜名[23]

  - 子：輔國將軍→庶人朱成鍜，成化二十年（1484年）因冒封革爵[21]，正德七年（1512年），朱仕坯奏請，仍給半祿[24]
  - 子：輔國將軍→庶人朱成鈁，成化二十年（1484年）因冒封革爵[21]
  - 第二女：遂溪郡君[21]
  - 第三女：長樂郡君[21]
- 庶五子：鎮國將軍→襄垣安惠王朱仕坯
- 第六子：鎮國將軍朱仕㚀，號一齋[25]
  - 第一子：輔國將軍朱成鈴（1473年3月30日—1509年5月7日），號靜軒。喜讀書，好交友，對長孝，對弟悌[25]。妻荊氏（1471年9月24日—1527年7月8日），蒲州人，父荊斌，外祖父大名府知府張福[26]
    - 嫡長子：奉國將軍朱聰洵，號清泉，弘治四年（1491年）十二月賜名[27]，弘治十三年（1500年）賜誥命冠服[28]。妻薛氏[26]
    - 嫡次子：奉國將軍朱聰潓，號雙泉，弘治六年（1493年）閏五月賜名[29]，弘治十六年（1503年）賜誥命冠服[30]。妻李氏，繼梁氏[26]
    - 嫡三子：奉國將軍朱聰㵾，號寒泉，弘治十年（1497年）八月賜名[31]，嗣仲父北山，妻張氏[26]
    - 嫡四子：奉國將軍朱聰㶕，號石泉，弘治十年（1497年）八月賜名[31]，妻羅氏[26]
    - 嫡五子：奉國將軍朱聰澱（1505年8月1日——1556年1月24日），號月泉，妻王氏，湖廣荊州府經歷王惺庵之女，繼傅氏[32]
      - 第一子：鎮國中尉朱俊宋，妻丁氏[32]
      - 第二子：鎮國中尉朱俊橇，嗣朱聰㵾，嘉靖四十五年（1566年）在世[33]。妻王氏[32]
      - 第三子：鎮國中尉朱俊㭍[32]
      - 女：雲莊鄉君，夫李邦彥[32]

    - 第一女：濬縣縣君，儀賓王廷焜，封奉訓大夫[26]
    - 第二女：早卒未封[26]
    - 第三女：鳳縣縣君，儀賓王鶴，封奉訓大夫[26]
    - 孫：鎮國中尉朱俊杭，配王氏[26]
    - 孫：鎮國中尉朱俊檗，配蔣氏[26]
    - 孫：鎮國中尉朱俊梠，配羅氏[26]
    - 孫：鎮國中尉朱俊楨，配雷氏[26]
    - 孫：鎮國中尉朱俊梔，配范氏[26]
    - 孫：鎮國中尉朱俊𣘙[34]，配蔣氏[26]
    - 孫：鎮國中尉朱俊㮦[35]，配蔣氏[26]
    - 孫：鎮國中尉朱俊宋，生父朱聰澱[32]
    - 孫：鎮國中尉朱俊橵[36]，配楊氏[26]
    - 孫：鎮國中尉朱俊橇，生父朱聰澱[32]
    - 孫：鎮國中尉朱俊𣓊[37]，配劉氏[26]
    - 孫：鎮國中尉朱俊㭍，生父朱聰澱[32]
    - 孫女：茗盈鄉君，配蔣濂，封承務郎[26]
    - 孫女：宜川鄉君，配甯崇義，封承務郎[26]
    - 孫女：合水鄉君，配李木，封承務郎[26]
    - 孫女：雲鄉君，配李邦彦，封承務郎[26]
    - 曾孫：輔國中尉朱充熃，配潘氏[26]
    - 曾孫：輔國中尉朱充𤑡[38]，配李氏[26]
    - 曾孫：輔國中尉朱充炦[26]
    - 曾孫：輔國中尉朱充𤏿[26][39]
    - 曾孫：輔國中尉朱充爒[26][40]
    - 曾孫：輔國中尉朱充[26][41]
    - 曾孫：輔國中尉朱充焠[26][42]
    - 曾孫：朱充𩷑[43]，未封[26]
    - 曾孫：朱充鯀，未封[26]
    - 曾孫八人：幼，未名[26]
    - 曾孫女十九人[26]

  - 第二子：輔國將軍朱成？，號北山，無後，由侄子朱聰㵾繼嗣[26]
  - 嫡九子：輔國將軍朱成𨯀，弘治六年（1493年）閏五月賜名[29]，妻馬氏[44]
  - 嫡十一子：朱成鎗，弘治十一年（1498年）七月賜名[45]
  - 庶十三子：朱成鋗󠄂，弘治十八年（1505年）二月賜名[46]
- 第八子：鎮國將軍朱仕壠
- 第九子：鎮國將軍朱仕塔，誥封夫人王氏，正德七年（1512年）二月已故[47]
  - 子：輔國將軍朱成鈽[48]
- 子：鎮國將軍→庶人朱仕𡍻，成化十一年（1475年）廢[49]，弘治二年（1489年）已故[18]
- 女：清苑縣主，景泰七年（1456年）賜誥命冠服[19]